# Pablo Piatti
Pablo Daniel Piatti (* 31. März 1989 in La Carlota, Provinz Córdoba) ist ein argentinischer Fußballspieler.

## Karriere

### Verein
Pablo Piatti spielte von 2006 bis 2008 für Estudiantes de La Plata. Im Sommer 2008 wechselte er dann für etwa sieben Millionen Euro zum spanischen Erstligisten UD Almería. Zur Saison 2011/12 wechselte Piatti für eine Ablösesumme von 7,5 Millionen Euro zum FC Valencia, wo er einen Fünfjahresvertrag unterschrieb. 2016 wechselte Piatti zunächst für ein Jahr auf Leihbasis zu Espanyol Barcelona und schloss sich diesen nach Ablauf der Leihe fest an. Im Februar 2020 wechselte Piatti nach Kanada zum Toronto FC. Toronto verließ er allerdings Anfang des Jahres 2021 und war in den folgenden beiden Monaten vereinslos, bevor er sich im März dem FC Elche anschloss. Im Sommer 2022 wechselte der Argentinier zurück zu seinem Ausbildungsverein Estudiantes de La Plata.

### Nationalmannschaft
Pablo Piatti war Teil der U-20-Nationalmannschaft, die in Kanada bei der Junioren-Fußballweltmeisterschaft 2007 den Titel gewann. Er war einer der jüngsten Spieler des Turniers und kam auch in den meisten Spielen zum Einsatz, wo er häufig auf der linken Mittelfeldseite spielte.
Am 5. Juni 2011 gab Piatti bei der 1:2-Niederlage gegen Polen sein Debüt für die Argentinische Fußballnationalmannschaft.

## Erfolge
- Apertura 2006
- U-20-Weltmeister in Kanada 2007